# Gaya macrantha
Gaya macrantha, popularmente conhecido como flor-do-campo, é uma espécie pertencente à família Malvaceae do reino Plantae.

## Descrição
É um arbusto. Suas flores são solitárias, axilares, amarelas e de cálice campanulado. O fruto é esquizocarpo com sementes cinzas. É nativa do estado da Bahia, no Brasil.